# 顏欽賢
顏欽賢（1902年—1983年），字學淵，生於新北市瑞芳區，祖籍福建安溪，臺灣政治人物與企業家。為顏雲年之子，出身基隆顏家，中國國民黨籍，曾任國民大會代表與臺灣省議員。

## 生平
基隆顏家為基隆望族，顏欽賢之父為顏雲年，其家族有金礦與煤礦等事業。在台灣日治時代，基隆顏家列名台灣五大家族中。因其大伯顏東年無子，顏欽賢為顏家長孫。
顏欽賢畢業於日本立命館大學經濟科。1923年，顏雲年病逝，顏欽賢在叔叔顏國年的幫助下逐步接掌家族事業。顏欽賢將家族事業重整，改組為台陽礦業株式會社。1937年，其叔父顏國年去世，顏欽賢以家族長孫身份接掌基隆顏家產業。他曾任基隆市協議會會員，臺北州參議會參議員。太平洋戰爭期間，任物資別物價專門委員會專門委員，參與木材等戰時物資的管制工作。
1945年，第二次世界大戰結束，中華民國國民政府接收台灣。在太平洋戰爭期間，顏家有多筆土地被日本總督府徵收，在中華民國政府接管時，都被認定為日產，沒為公有；此外，顏家擁有的台陽礦業，被國民政府徵收為國有。顏欽賢加入中國國民黨，為革命實踐研究院（今國家發展研究院）第五期畢業。任臺灣省參議會參議員。
1946年，中國國民黨在南京召開制憲國民大會。在臺灣省參議會第一屆第一次臨時大會上，顏欽賢當選台北縣國大代表，參與制憲。
1947年，發生二二八事件，顏欽賢與其他鄉紳被地方推派為代表，與政府進行談判。在國民政府軍隊抵達後，顏欽賢被列入30人首謀名單之中，遭到通緝。其堂弟顏滄海與其長子顏惠民遭到官方逮捕。顏欽賢藏匿於鄉間，經其家族極力營救後，得到謝漢儒的幫助，由他帶著顏欽賢去投案，官方以改過自新為由將他釋放，其堂弟顏滄海與其子顏惠民也獲釋。在此事件後，加入中國民主社會黨。在二二八事件結束後，政府決定將徵收的台陽礦業發還給顏家。1948年，顏欽賢登記成立台陽礦業。同年，謝漢儒在台灣組織中國民社黨臺灣省黨部，顏欽賢加入中國民社黨，並任省府委員。在一段時間後，經李翼中的支持，重新加入中國國民黨。
1954年，台灣水泥公司民營化，顏欽賢任首任董事。
1955年，獨資成立基隆光隆高級商業職業學校。
1957年，因九份地區沒有國中，在台北縣長蘇清波時，顏欽賢以台陽礦業公司名義，捐出8,000坪山坡地，協助當地成立欽賢國中。台北縣政府以其名字作為校名，以茲紀念。
1969年，再度當選國大代表。

## 相關事蹟
- 1946年由臺灣省參議員投票間接選出的國民參政會選舉中，臺灣省行政長官公署民政處長周一鶚即曾因名字不清而將一張投給廖文毅的選票視為廢票，導致廖以一票之差落選。該張選票投給廖文毅，因筆跡未乾對折而「毅」字不清，周一鶚卻視之廢票，否則廖氏本應當選。該票是臨時省參議員顏欽賢所投，事後他很清楚的告訴廖文毅。[3]
- 1948年台灣再解放聯盟於香港成立後，國民黨政府曾派顏欽賢擔任說客，以讓出「民社黨台灣省黨部主委」作為條件勸誘廖文毅返台，最後並未成功。[4]:171

## 家庭
顏欽賢之妻為郭美錦，出身士林郭家，為郭邦彥之女。
兩人有12位子女，其中一女過繼給親族。其長子顏惠民，次子顏惠忠，六子顏惠哲。
顏惠民生二女，一青妙與一青窈。
顏惠忠之女顏安汝，2009年嫁給吳敦義之子吳子文。兩人在2012年離婚。